# 장목예술중학교
장목예술중학교(長木藝術中學校)는 대한민국 경상남도 거제시 장목면 장목리에 있는 사립 중학교이다.

## 학교 연혁
- 1952년 8월11일 : 재단법인 장목학원 설립 인가(김종찬 이사장 취임)
- 1953년 9월 5일 : 장목중학교 설립 인가
- 1974년 11월 : 본관 신축공사 준공(9개 교실)
- 1986년 11월 : 신관 신축공사 준공(6개 교실)
- 2004년 3월 : 학교급식소 시설 공사 완료
- 2010년 2월 : 다목적 강당 개관
- 2016년 3월 2일 : 경상남도교육청 지정 DO-Dream 학교 운영(3년간)
- 2019년 1월 29일 : 도서관 확장 및 리모델링 완료
- 2020년 10월 30일 : 별관 신축공사 준공(2개 교실)
- 2021년 3월 2일 : 제11대 박상욱 교장 취임
- 2022년 9월 1일 : 소암 성각스님 이사장 취임
- 2023년 2월 10일 : 제72회 졸업식(총 졸업생수 7,204명)
- 2023년 3월 2일 : 제75회 입학식(입학생 31명)

## 참고 자료
- 장목예술중학교 - 한국교육학술정보원 학교알리미